# Najarra Townsend

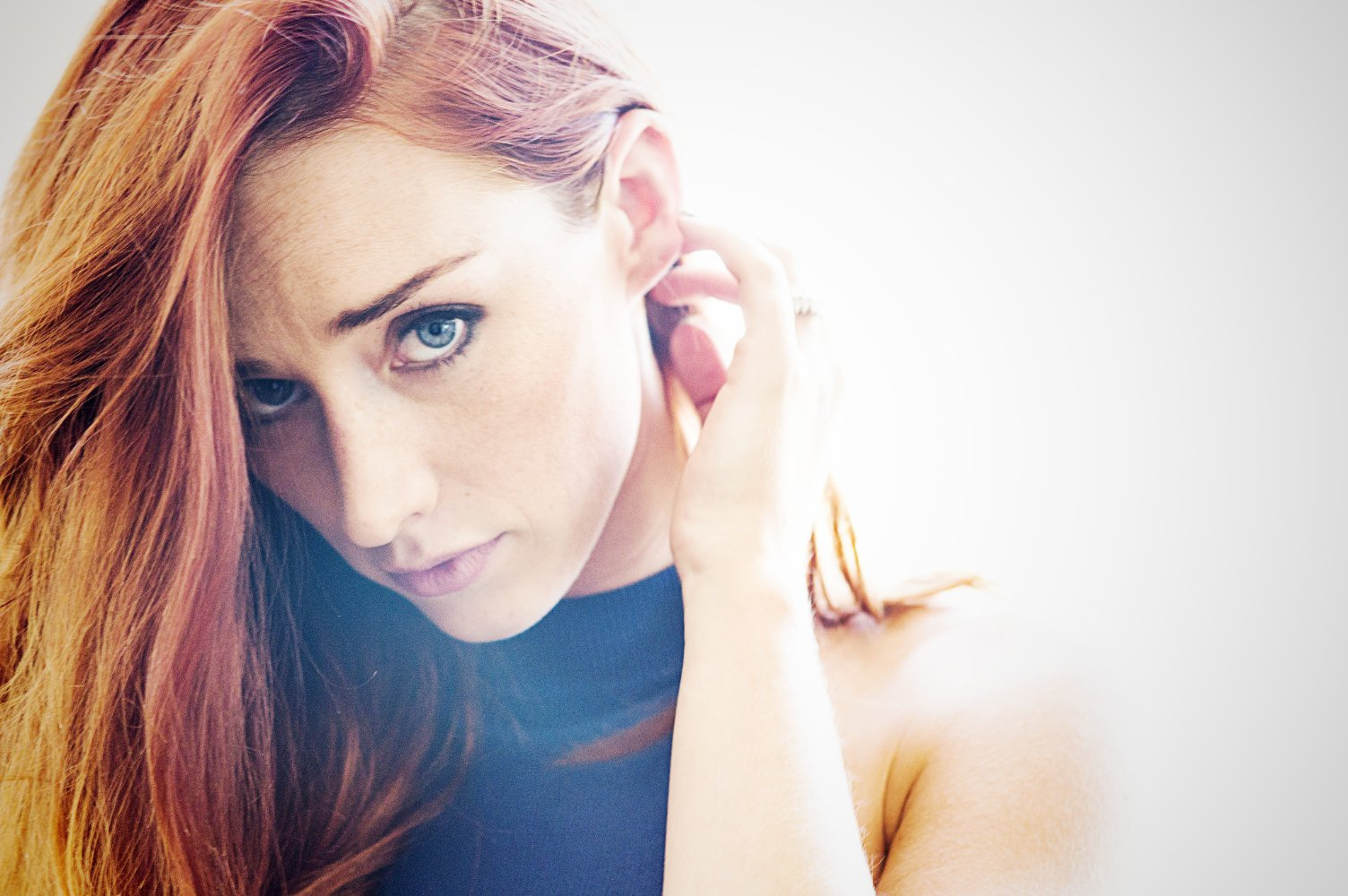
Najarra Townsend (2016)

Najarra Townsend (* 5. Dezember 1989 in Santa Barbara, Kalifornien) ist eine US-amerikanische Schauspielerin.

## Leben und Leistungen
Townsend war im Alter von drei Jahren als Model für Kinderbekleidung tätig. Ein Jahr später trat sie zum ersten Mal im Showstoppers Children's Theater auf, in dessen 25 Stücken sie spielte. Im Alter von 14 Jahren wurde sie an der Los Angeles Talent Academy unterrichtet.
Ihre erste Filmrolle hatte Townsend in der Komödie Maggie Moore aus dem Jahr 2000. In der Komödie Ich und du und alle die wir kennen (2005) von Miranda July, die zahlreiche Preise und Nominierungen – darunter der Internationalen Filmfestspiele von Cannes und des Sundance Film Festivals – erhielt, spielte sie eine der größeren Rollen. Als Mitglied des Schauspielerensembles erhielt sie im Jahr 2006 den Chlotrudis Award. Im Drama Lockdown (2006), welches im Jahr 2007 auf dem BestFest America Student Film Festival den zweiten Platz erhielt, übernahm sie die Hauptrolle.
In der Komödie Tru Loved (2008) spielte Townsend die Hauptrolle des Teenagers Tru, welcher von zwei lesbischen Müttern aufgezogen wird. Diese Rolle brachte ihr im Jahr 2008 zwei Preise als Beste Schauspielerin auf dem Breckenridge Festival of Film sowie dem Santa Cruz Film Festival ein.

## Filmografie (Auswahl)
- 2000: L.A. 7 (Fernsehserie, Episode 2x01)
- 2000: Maggie Moore (Kurzfilm)
- 2001: Menace
- 2002: The Violent Kind
- 2005: Ich und du und alle die wir kennen (Me and You and Everyone We Know)
- 2006: Lockdown (Kurzfilm)
- 2007: Electronica (Kurzfilm)
- 2007: Secrets (Kurzfilm)
- 2007: Have Love, Will Travel
- 2008: Reunion (Kurzfilm)
- 2008: Tru Loved
- 2008: Stars and Suns (Kurzfilm)
- 2009: Supernova 2012 (2012: Supernova)
- 2009: Lost Tapes (Fernsehserie, Episode 1x14)
- 2009: We Are the Mods
- 2009: Marin Blue
- 2009: Dawning
- 2010: Boom – Das Sexperiment (Cupid's Arrow)
- 2010: Cold Case – Kein Opfer ist je vergessen (Cold Case, Fernsehserie, Episode 7x21)
- 2011: Big Time Rush (Fernsehserie, Episode 2x11)
- 2011: CSI: NY (Fernsehserie, Episode 7x20)
- 2011: Dreams Awake
- 2011: 90210 (Fernsehserie, Episode 4x07)
- 2011: The Pretty Boys
- 2012: The Master
- 2012: Betty I Am
- 2013: Contracted
- 2014: Good Mourning, Lucille
- 2014: Of Silence
- 2014: Going to America
- 2014: The Toy Soldiers
- 2014–2015: Breakfast Buddies (Fernsehserie, 7 Episoden)
- 2015: Contracted – Phase II
- 2016: Wolf Mother
- 2016: Coffee House Chronicles
- 2016–2020: Medinah (Fernsehserie, 6 Episoden)
- 2017: Criminal Minds (Fernsehserie, Episode 12x09)
- 2017: Rock, Paper, Scissors
- 2017: 7 from Etheria
- 2018: Abducted (Diverted Eden)
- 2018: Dementia – Part II
- 2019: Portal
- 2019: Cold Feet
- 2020: The Stylist
- 2021: The Darkness of the Road

## Auszeichnungen und Nominierungen
gewonnen
- 2006: Chlotrudis Award in der Kategorie Bestes Schauspielensemble für Ich und du und alle die wir kennen (geteilt mit Miranda July, John Hawkes, Miles Thompson, Brandon Ratcliff, Carlie Westerman, Natasha Slayton, Jonell Kennedy, Hector Elias, Tracy Wright, und Brad Henke)[3]
- 2008: Breckenridge Festival of Film Award als Beste Schauspielerin für Tru Loved[5]
- 2008: Santa Cruz Film Festival Award als Beste Schauspielerin für Tru Loved
- 2010: Stockholm Krystal Award (Method Fest) als Beste Nebendarstellerin für @urFRENZ[6]

nominiert
- 2010: SAG Indie Award (Method Fest) als Bestes Schauspielensemble für @urFRENZ (geteilt mit Kollegen)[6]